# Stopnišče do raja
Stopnišče do raja (angleško A Matter of Life and Death) je britanski fantazijsko-romantični film iz leta 1946, ki sta zanj napisala scenarij, ga režirala in producirala Michael Powell in Emeric Pressburger, v glavnih vlogah pa nastopajo David Niven, Roger Livesey, Raymond Massey, Kim Hunter in Marius Goring. Film je bil v ZDA prvotno izdan pod naslovom Stairway to Heaven, ki se nanaša na najvidnejši posebni učinek v filmu, široke tekoče stopnice, ki povezujejo Zemljo s posmrtnih življenjem. Dogajanje je postavljeno v Anglijo ob koncu druge svetovne vojne, kjer mora vojaški pilot, ki preživi padec z bombnika brez padala, zagovarjati svojo pravico do življenja na nebeškem sodišču.
Film je bil premierno prikazan 1. novembra 1946 na britanski premieri, 15. decembra istega leta pa drugod po Združenem kraljestvu. Leta 1999 ga je Britanski filmski inštitut uvrstil na dvajseto mesto najboljši britanskih filmov vseh časov. Leta 2012 ga je revija Sight and Sound uvrstila na 90. mesto najboljših filmov vseh časov, leta 2022 pa na 78. mesto.

## Vloge
- David Niven kot vodja eskadrilje Peter David Carter
- Kim Hunter kot June
- Roger Livesey kot dr. Frank Reeves
- Kathleen Byron kot angel
- Michael Trubshawe kot sam
- Richard Attenborough kot angleški pilot
- Bonar Colleano kot ameriški pilot
- Joan Maude kot glavni zapisnik
- Marius Goring as sprevodnik 71
- Robert Coote kot letalski častnik Bob Trubshawe
- Robert Atkins vikar
- Bob Roberts kot dr. Gaertler
- Edwin Max kot dr. Mc Ewan
- Betty Potter kot ga. Tucker
- Raymond Massey kot Abraham Farlan
- Abraham Sofaer kot sodnik
- Robert Beatty kot moški v ameriški posadki (ni naveden)
- Robert Rietti kot moški na stopnicah (ni naveden)
- Eric Cawthorne kot Goatherd (ni naveden)